# عربة

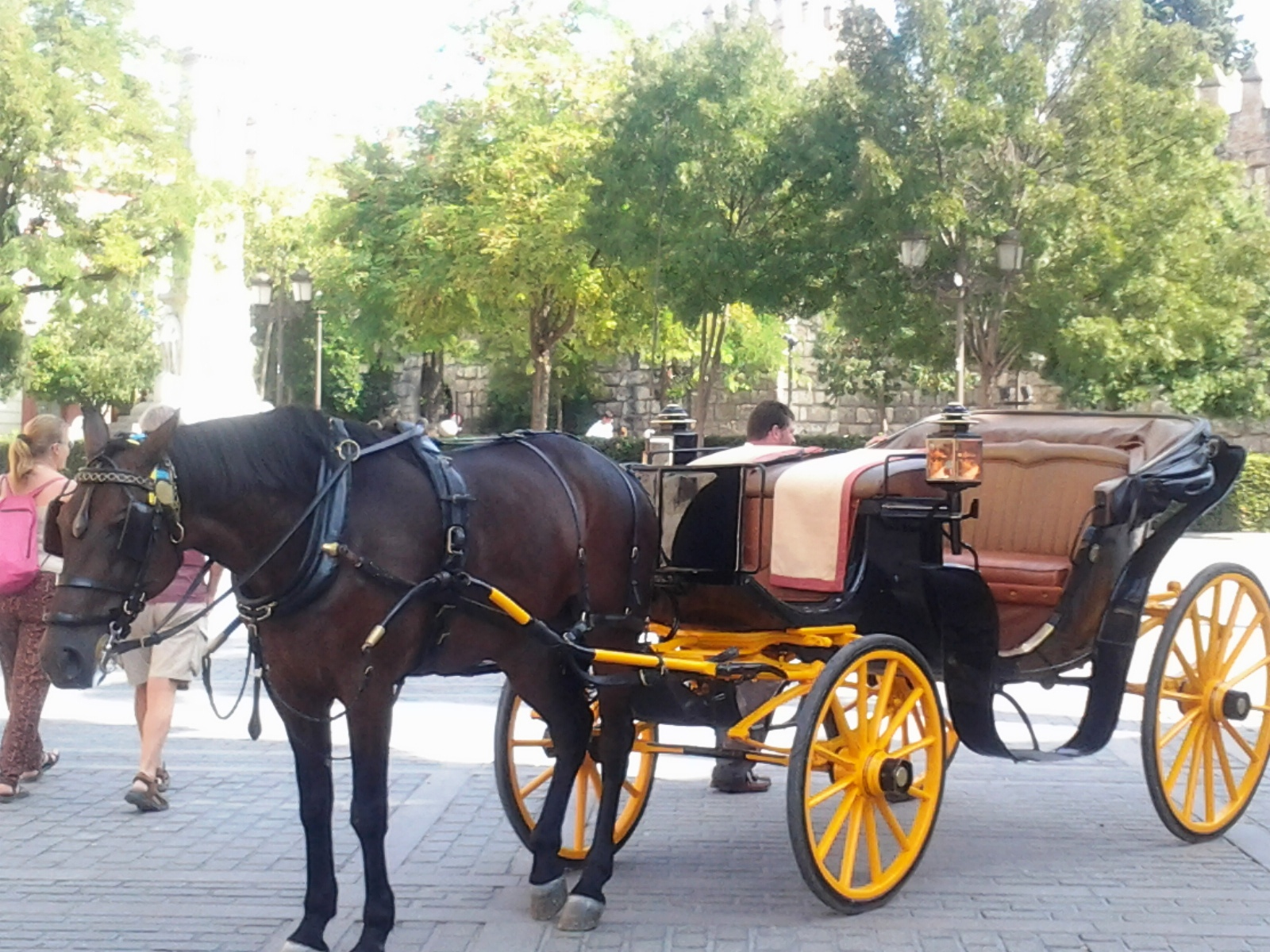
عربة حنطور.

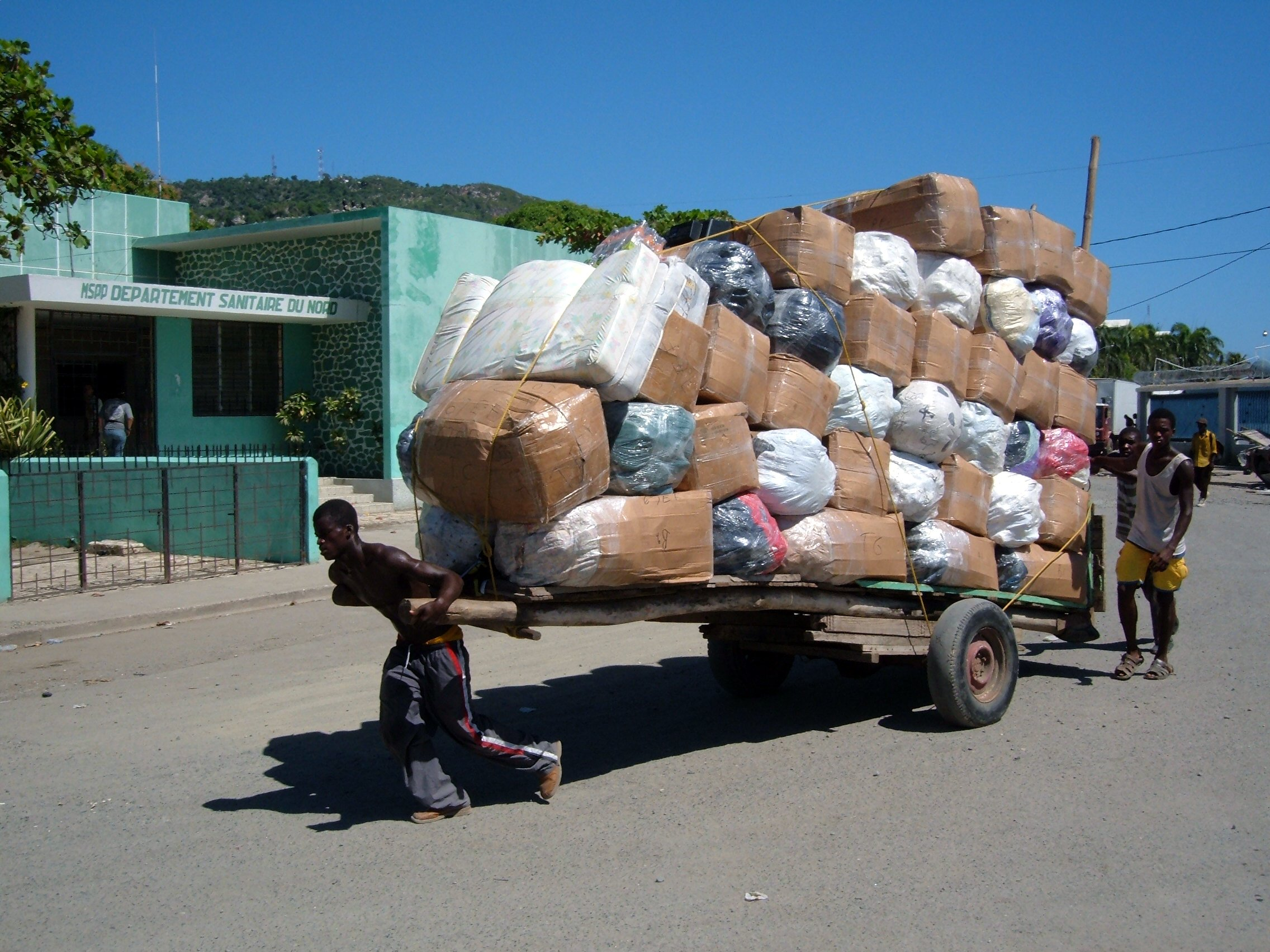
عربة تجر يدويا في هايتي.

العربة (الجمع: عَرَبَات) هي آلة بسيطة تستخدم لنقل الأشياء من مكان إلى آخر، وذلك باستخدام الطاقة البشرية، الطاقة الحيوانية، الطاقة البخارية، أو الطاقة الكهربائية (وذلك يعتمد على نوع العربة). وتصنع العربة غالباً من الخشب أو من المعدن، وتختلف حسب عدد الأرجل، فهناك عربات ثنائية الأرجل وثلاثية ورباعية.

## التأثيل
رُوِيَ أن العربة كلمة معربة من كلمة arma اليونانية بقلب أولها عينًا وميمها باءًا كما قلبت ميم مكة إلى باء. قد أدخل ابن بطوطة هذه اللفظة في العربية ومعناها عجلة ومركبة. وقيل أن هذه الكلمة دخلت إلى العربية من اليونانية عبر التركية العثمانية من كلمة آرابه.

## تاريخ العربة

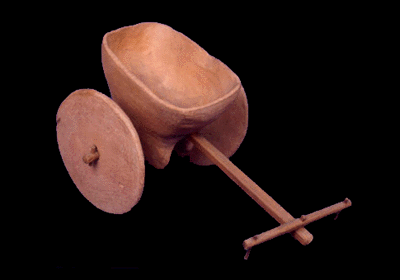
عربة يدوية من حضارة وادي السند العتيقة.

ذُكرت عربات التسوق في الأدب منذ الألفية الثانية قبل الميلاد.
إذ جرى استخدام عربات اليد التي يدفعها البشر في جميع أنحاء العالم. في القرن التاسع عشر، مثلًا، استخدم بعض المورمون الذين يسافرون عبر سهول الولايات المتحدة بين عامي 1856 و1860 عربات يدوية.
يرتبط تاريخ العربة ارتباطًا وثيقًا بتاريخ العجلة.
غالبًا ما كانت العربات تُستخدم للعقوبات القضائية، سواء لنقل المدانين -إذلال علني في حد ذاته (في روما القديمة كان القادة المهزومون يُحملون غالبًا في انتصار الجنرال المنتصر)- وحتى في إنجلترا حتى استبدالها بجلد تحت حكم الملكة إليزابيث  أنا، لربط المحكوم عليه بذيل العربة وأديره بالجلد العلني.
ترتبط Tumbrils (هي عربة ذات عجلتين أو عربة مصممة عادةً ليجري نقلها بوساطة حصان أو ثور واحد). عادةً، في الثورة الفرنسية بوصفها مرحلة متنقلة مرفقة إدانتها في الطريق إلى المقصلة: كان هذا ببساطة استمرارًا للممارسة السابقة عندما جرى استخدامها دعمًا قابلًا للإزالة في المشنقة، قبل حساب ألبرت بييريبوينت المحاسبة الدقيقة اللازمة.

## أنواع العربات

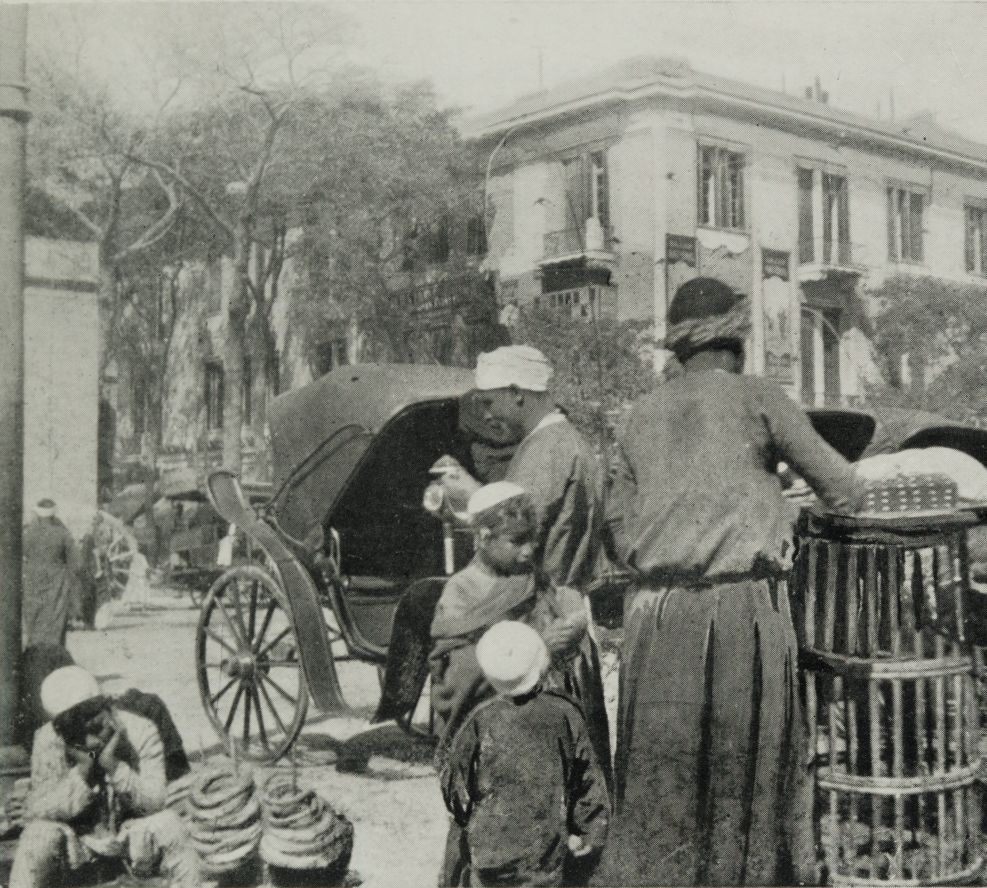
عربة في القاهرة 1911م

قد يجري رسم عربات أكبر بالحيوانات، مثل الخيول أو البغال أو الثيران. لقد كانوا في الاستخدام المستمر منذ اختراع العجلة، في الألفية الرابعة قبل الميلاد، وقد تُسمى عربات نسبة للحيوان الذي يسحبها، مثل عربة الخيول أو اوكسكارت.
في العصر الحديث، يجري استخدام عربة الخيول في المنافسة في أثناء عرض مشروع الحصان. ومع ذلك، فإن عربة الكلاب عادة ما تكون عربة مصممة لتحمل كلاب الصيد: عربة مفتوحة مع اثنين من المقاعد عبر الظهر؛ ويمكن صياغة الكلاب بين مقعد المواجهة الخلفي والنهاية الخلفية.
يستخدم مصطلح «عربة» (مرادف بهذا المعنى مع كرسي) أيضًا لأنواع مختلفة من العربات خفيفة الوزن، وعجلتين، وبعضها ينطلق عربات (أو عربات ربيع)، وخاصة تلك المستخدمة متعة مفتوحة أو مركبات رياضية. يمكن رسمها بوساطة حصان أو مهر أو كلب، وتشمل الأمثلة:
- عربة الصيغة: قصيرة، عالية، عجلتين، مقعد للعريس وراء الصندوق، لترادف القيادة.[8]
- عربة الموتى لتحمل ضحايا الطاعون.[9][10]
- عربة الكلب: خفيفة، عادة حصان واحد، عادة ما يكون بعجلتين وعالية، مقعدين مستعرضان يعودان إلى الوراء.
- عربة الحمير: المحور السكريات، مقاعد طولين. وتسمى أيضًا عربة المهر، حوض استحمام.
- تعويم: محور انخفض لإعطاء أداة تحميل منخفضة خاصة، لتحمل عناصر ثقيلة أو غير مستقرة مثل حليب الحليب. الاسم ينجو اليوم كحليب الحليب.
- عربة النيران المربية: الضوء، بعجلتين، دخلت من الخلف، الجسم جزئيًا أو كليًا من الخوص، مقعد لشخصين على طول كل جانب؛ كما دعا سيارة الحمار، حوض.
- عربة رالي: خفيفة، بعجلتين، مرسومة بالحصان، لشخصين يواجهون إلى الأمام، أو أربعة، اثنان يواجهان إلى الأمام واثنين من الخلف. المقعد قابل للتعديل من الأمور والخلف للحفاظ على المركبة متوازنة لشخصين أو أربعة أشخاص.
- ستولكجيلارر: مقعدين، مقعد أمامي لاثنين، مقعد خلفي للسائق؛ المستخدمة في النرويج.
- عربة الضرائب: عربة الربيع، المعروفة سابقًا لضريبة صغيرة في إنجلترا؛ كما دعا عربة الضرائب.
- عربة وايتتشابل: عربة الربيع، خفيفة، بعجلتين، خاصة بالنسبة لخدمة توصيل الأسرة أو الخفيفة.[11][12][13]
- عربة تدفع باليد، وهي عربة يجري دفعها من قبل شخص واحد أو أكثر:

•عربة الأمتعة، دفعها المسافرون إلى تحمل الأمتعة الفردية.
•عربة الخدمة، المعروفة أيضًا باسم عربة الدفع أو عربة التنقل، هي عربة يدوية تستخدم لتقديم:
- عربة الطعام، وهي عبارة عن مطبخ متنقل يجري إعداده في الشارع لتسهيل بيع وتسويق أغذية الشوارع للأشخاص من حركة المشاة المحلية.
- عربة خدمة الطعام، تسمى أيضًا عربة تقديم الطعام، لتقديم الطعام في المطعم.
- عربة المعجنات لخدمة المعجنات.
- عربة الشاي، لتقديم الشاي أو المشروبات الأخرى.